# Grbi jugoslovanskih socialističnih republik
Grbe socialističnih republik SFRJ so določile republike same. Grb je kot simbol državnosti nastopal na dokumentih republiškega pomena, denimo na žigih dokumentov iz republiških ustanov, vodnih žigih šolskih spričeval ipd.
Posamezni grbi vseh šestih konstitutivnih jugoslovanskih socialističnih republik so bili videti takšni:
| SR Bosna in Hercegovina | SR Črna gora | SR Hrvaška |
| SR Makedonija           | SR Slovenija | SR Srbija  |

Republiški grbi so vključevali dotedanje grbe in simbole, kjer so ti že obstajali (glej srbski in hrvaški grb), dodana pa je bila rdeča zvezda in venec klasja ali drugih gospodarsko pomembnih rastlin, kakor tudi industrijskih simbolov (npr. zobato kolo, nakovalo, tovarniški dimniki) ter dodatek sonca, morja ali drugih voda in še kakšnega specifično lokalnega simbola (gore ipd.).